# JAL Express
K.K. JAL Express (jap. 株式会社JALエクスプレス, Kabushiki kaisha JAL Ekusupuresu, kurz JEX) war eine japanische Billigfluggesellschaft mit Sitz in Osaka und ein Tochterunternehmen der Japan Airlines.

## Geschichte
Die Fluggesellschaft wurde am 1. April 1997 gegründet und nahm den Flugbetrieb am 1. Juli 1998, mit den Strecken Osaka-Miyazaki und Osaka-Kagoshima, auf.
Zum 1. Oktober 2014 wurde JAL Express aufgelöst und vollständig in die Muttergesellschaft Japan Airlines integriert.

## Ziele
JAL Express flog ausschließlich nationale Ziele an, darunter Kumamoto, Nagoya, Ōita, Osaka, Nagasaki, Sendai, Kōbe und Sapporo.

## Flotte
Mit Stand November 2013 bestand die Flotte der JAL Express aus 42 Flugzeugen:
- 42 Boeing 737-800